# Gepaipyris
Gepaipyris (griechisch: Γηπαιπυρεως, lebte im ersten Jahrhundert) war eine thrakische Prinzessin und eine römische Klientelkönigin des Bosporanischen Reichs.

## Familie
Gepaipyris war die erste Tochter des römischen Klientenherrschers von Thrakien, Kotys VIII., dessen Eltern der thrakische König Rhoimetalkes I. und dessen Gemahlin Pythodoris waren. Mutter der Gepaipyris war Antonia Tryphaina, Tochter des Polemon II. und der Pythodorida von Pontus. Ihre mütterliche Großmutter war Enkelin des römischen Triumvir Marcus Antonius und war mit verschiedenen Mitgliedern der julisch-claudischen Kaiserdynastie verwandt.

## Leben

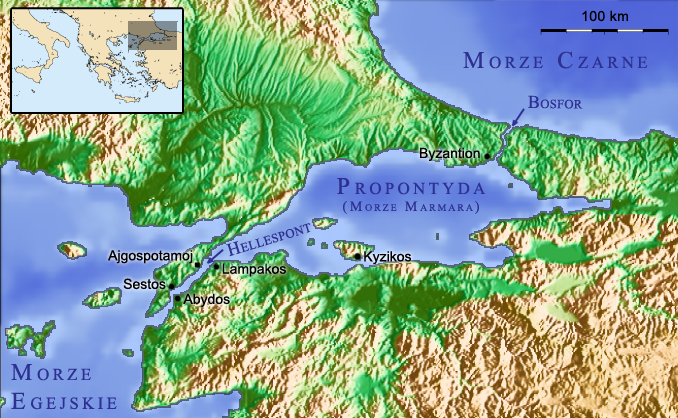
Kysikos, die zweite Familienresidenz

Gepaipyris wird in den literarischen Quellen der Antike nicht erwähnt. Was von dieser thrakischen Prinzessin bekannt ist, stammt aus den überlieferten Inschriften aus dem Bosporanischen Königreich, der kleinasiatischen Stadt Kyzikos und Münzfunden. Kyzikos wurde zur zweiten Residenz für ihre Familie, wo Gepaipyris aufwuchs. Diverse Münzfunde beweisen, dass Gepaipyris den Titel Königin trug.
Sie heiratete den bosporanischen König Aspourgos, der griechische und iranische Wurzeln hatte und Sohn der Königin Dynamis aus der ersten Ehe mit König Asandros war.
Gepaipyris hatte mit Aspurgos zwei Söhne:
- Tiberius Julius Mithridates – er wurde zu Ehren von Mithridates VI von Pontos benannt und starb 68.
- Tiberius Julius Kotys I. – er erhielt seinen Namen zu Ehren seines mütterlichen Großvaters, Kotys VIII.

Als Aspourgos im Jahr 38 starb, regierte Gepaipyris mit ihrem ersten Sohn Mithridates das Bosporanische Reich bis 45. Später übernahm ihr anderer Sohn Kotys I. die Herrschaft und Mithridates wurde ins Exil geschickt. Die Nachkommen von Kotys I. regierten das Bosporanische Reich bis Mitte des 4. Jahrhunderts.